# Лара Лука
Лара Лука (Београд, 25. новембар 2000) је српска ватерполисткиња. Тренутно је члан мађарског Дунаујвароша, а претходно је играла за Црвену звезду. Ватерполо је почела да тренира 2010, а њен отац је такође бивши ватерполиста. За репрезентацију Србије играла је на првим Европским играма 2015, а са свега петнаест година наступала је за сениорску репрезензтацију на Европском првенству 2016. у Београду где је била и најмлађа играчица на шампионату. Узори су јој Таниа Ди Марио и Никола Јакшић. Са екипом Дунаујвароша освојила је 2018. године Трофеј Лен-а.